# Грушовани (округ Топольчани)
Грушовани (словац. Hrušovany) — село, громада округу Топольчани, Нітранський край. Кадастрова площа громади — 5.54 км².
Населення 1121 особа (станом на 31 грудня 2019 року).

## Історія
Грушовани згадуються 1318 року.

## Населення
| Рік:            | 1994. | 2004.   | 2014.   | 2024.   |
| --------------- | ----- | ------- | ------- | ------- |
| Кількість осіб: | 1133  | 1134    | 1101    | 1056    |
| Різниця:        |       | +0,08 % | -2,91 % | -4,08 % |

| Рік:            | 2023. | 2024.   |
| --------------- | ----- | ------- |
| Кількість осіб: | 1067  | 1056    |
| Різниця:        |       | -1,03 % |